# Saint-Barthélemy-de-Séchilienne
Pour les articles homonymes, voir Saint-Barthélemy.
Saint-Barthélemy-de-Séchilienne est une commune française située dans le département de l'Isère, en région Auvergne-Rhône-Alpes.

## Géographie

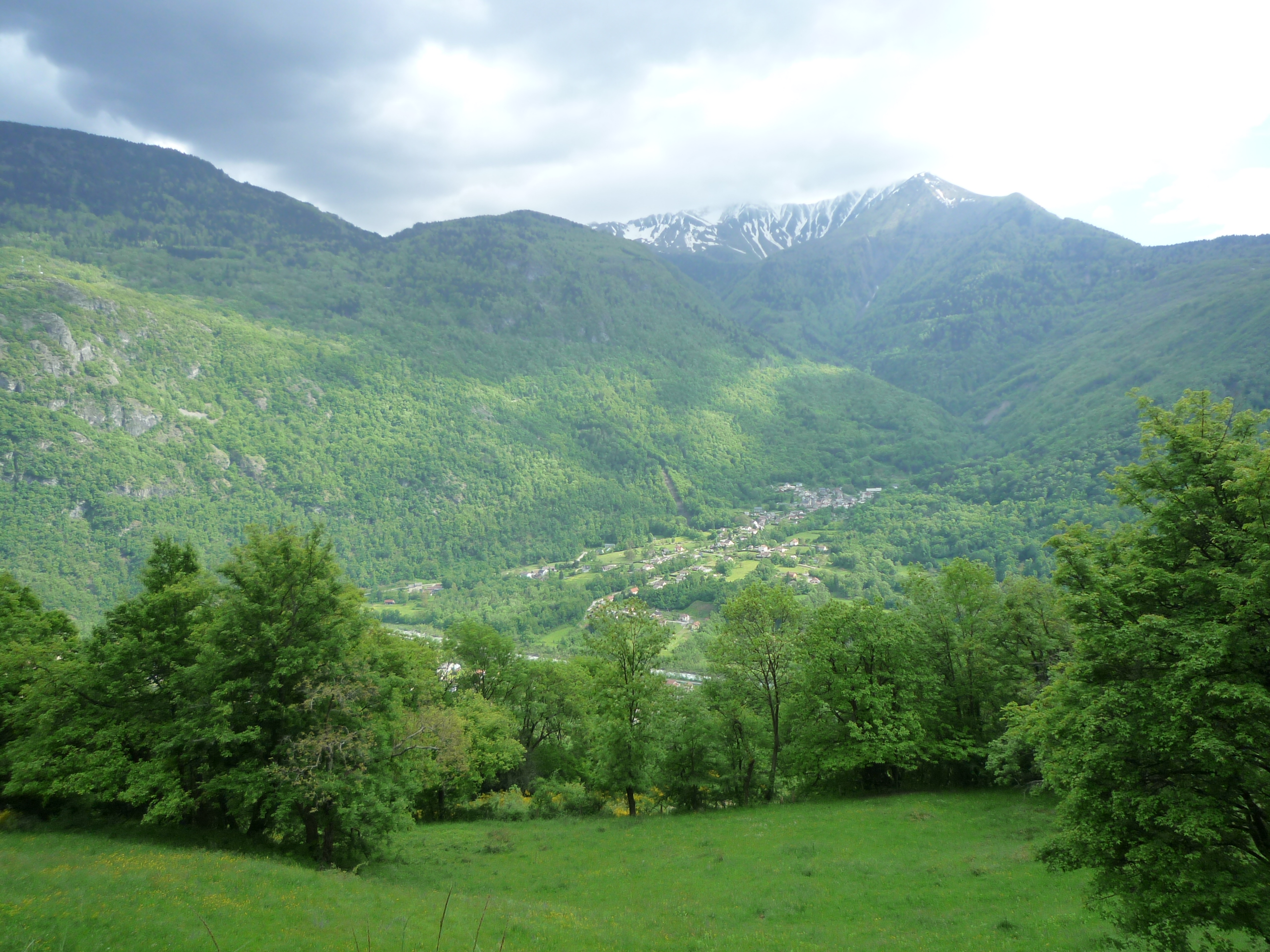
Vue générale de Saint-Barthélemy-de-Séchilienne depuis les hauteurs de Séchilienne.

### Situation et description
La commune est située au sud de Grenoble, dans la vallée de la Romanche. Elle est composée de plusieurs hameaux : Le village, le Sappey, Montfalcon, Belle-Lauze.
Le bourg central est l'agglomération la plus peuplée de la commune et regroupe la plupart des services (mairie, école…).

### Communes limitrophes
| Vizille  | Séchilienne                     | Livet-et-Gavet |
| Laffrey  | Saint-Barthélemy-de-Séchilienne |                |
| Cholonge |                                 | La Morte       |

### Climat
Pour des articles plus généraux, voir Climat d'Auvergne-Rhône-Alpes et Climat de l'Isère.
En 2010, le climat de la commune est de type climat de montagne, selon une étude du Centre national de la recherche scientifique s'appuyant sur une série de données couvrant la période 1971-2000. En 2020, Météo-France publie une typologie des climats de la France métropolitaine dans laquelle la commune est exposée à un climat de montagne ou de marges de montagne et est dans une zone de transition entre les régions climatiques « Alpes du nord » et « Alpes du sud ». 
Pour la période 1971-2000, la température annuelle moyenne est de 11 °C, avec une amplitude thermique annuelle de 19,6 °C. Le cumul annuel moyen de précipitations est de 1 284 mm, avec 10,3 jours de précipitations en janvier et 6,8 jours en juillet. Pour la période 1991-2020, la température moyenne annuelle observée sur la station météorologique de Météo-France la plus proche, « Lavaldens », sur la commune de Lavaldens à 8 km à vol d'oiseau, est de 8,3 °C et le cumul annuel moyen de précipitations est de 1 241,5 mm,. Pour l'avenir, les paramètres climatiques de la commune estimés pour 2050 selon différents scénarios d'émission de gaz à effet de serre sont consultables sur un site dédié publié par Météo-France en novembre 2022.

### Hydrographie
Le territoire de la commune est bordé par la Romanche, un affluent du Drac, dans sa partie septentrionale.

### Voies de communication
La commune est traversée par la RD 113 qui la relie à Laffrey et la RD 114 qui la relie à la vallée de la Romanche et l'ancienne route nationale 91 qui permet de rejoindre Vizille et Grenoble.

## Urbanisme

### Typologie
Au 1er janvier 2024, Saint-Barthélemy-de-Séchilienne est catégorisée commune rurale à habitat dispersé, selon la nouvelle grille communale de densité à sept niveaux définie par l'Insee en 2022.
Elle est située hors unité urbaine. Par ailleurs la commune fait partie de l'aire d'attraction de Grenoble, dont elle est une commune de la couronne,. Cette aire, qui regroupe 204 communes, est catégorisée dans les aires de 700 000 habitants ou plus (hors Paris),.

### Occupation des sols
L'occupation des sols de la commune, telle qu'elle ressort de la base de données européenne d’occupation biophysique des sols Corine Land Cover (CLC), est marquée par l'importance des forêts et milieux semi-naturels (88,5 % en 2018), une proportion sensiblement équivalente à celle de 1990 (88 %). La répartition détaillée en 2018 est la suivante : 
forêts (88,1 %), zones agricoles hétérogènes (11,4 %), milieux à végétation arbustive et/ou herbacée (0,4 %), prairies (0,1 %). L'évolution de l’occupation des sols de la commune et de ses infrastructures peut être observée sur les différentes représentations cartographiques du territoire : la carte de Cassini (XVIIIe siècle), la carte d'état-major (1820-1866) et les cartes ou photos aériennes de l'IGN pour la période actuelle (1950 à aujourd'hui).

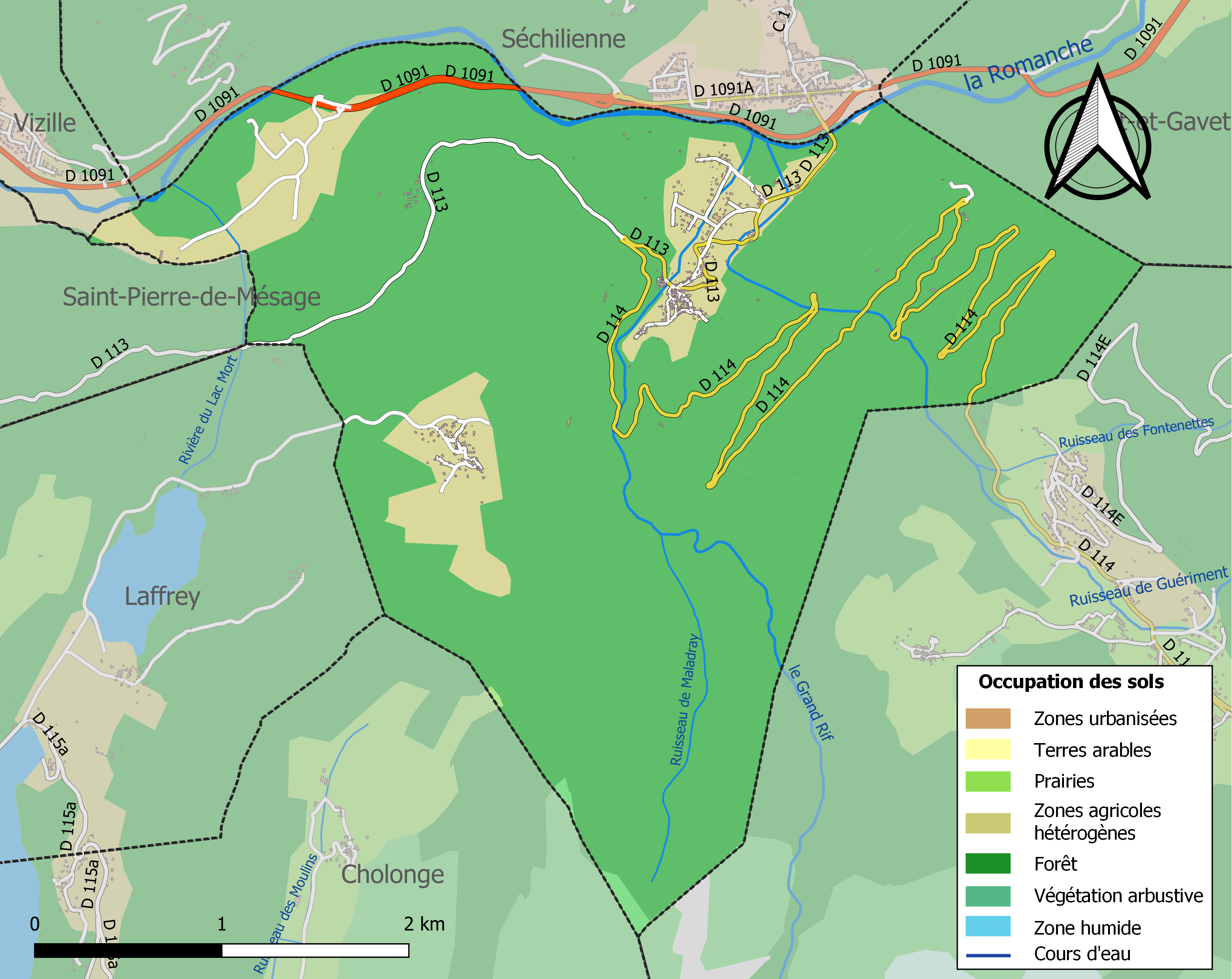
Carte des infrastructures et de l'occupation des sols de la commune en 2018 (CLC).

### Risques naturels et technologiques

#### Risques sismiques
Bien que situé en limite méridionale de la zone de sismicité n°4 (sur une échelle de 1 à 5), le territoire de la commune de Saint-Barthélemy-de-Séchilienne est déclaré en zone de sismicité n°3 (modérée), comme sa voisine, la commune de Laffrey, située sur le plateau matheysin et la plupart des communes de la vallée de la Romanche.
| Type de zone | Niveau            | Définitions (bâtiment à risque normal) |
| ------------ | ----------------- | -------------------------------------- |
| Zone 3       | Sismicité modérée | accélération = 1,1 m/s2                |

### Hameaux, lieux-dits et écarts
Le hameau du Sapey est situé au-dessus, il surplombe le village ; il n'y a pas de route permettant de relier directement les deux hameaux. Le hameau de Montfalcon est accessible par la D 113 en direction de Laffrey et le hameau de Belle-Lauze est accessible par la D 114 en direction de l'Alpe du Grand Serre.
Le territoire communal comprend aussi la plaine de l'Ile Falcon, dans laquelle se trouvait autrefois un hameau dont les habitants ont dû être expropriés du fait de son emplacement, en face des Ruines de Séchilienne.

## Histoire
Aucune présence de maisons fortes ou châteaux du Moyen Âge n'est attestée sur le territoire de la commune.
Dans les années 1980, l'accentuation des mouvements d'un versant montagneux de la chaîne de Belledonne nommé ruines de Séchilienne fait craindre un effondrement de grande ampleur de cette partie de montagne avec un risque pour le hameau de l'Ile Falcon situé en contrebas, la route (la route nationale 91, devenue plus tard route départementale 1091) mais aussi de barrage se créant sur la Romanche, engendrant alors des risques d’inondation en amont de cet éventuel barrage naturel, mais aussi un risque de rupture inopinée de celui-ci avec des conséquences importantes sur les communes en aval. Cela a entraîné une mise sous surveillance plus forte du versant montagneux à partie de 1985 et des réaménagements des installations humaines en contrebas (pour le hameau, d'abord une inconstructibilité, puis des expropriations et déconstructions qui se terminent en 2011 ; et, en parallèle, la déconstruction d'une usine hydroélectrique, le déplacement de la route (avec une première déviation en 1986, puis une déviation plus importante inaugurée dans les années 2010), et des travaux sur la Romanche dans cette zone),. Le risque est considéré moindre depuis le début des années 2010, mais les aménagements et la surveillance se sont poursuivis,. Pour la commune, c'est plus de 300 habitants (environ la moitié de la population communale à cette période) qui sont amenés, en quelques années, à se reloger ailleurs que dans le hameau de l'ile Falcon,.
À la fin des années 2010, la commune engage la réalisation d'une bibliothèque et d'une cantine scolaire, tout en menant en parallèle des travaux de rénovation de la mairie. Cela fait partie d'un plan de redynamisation.

## Politique et administration

### Liste des maires
| Période                                  | Période           | Identité             | Étiquette | Qualité |
| ---------------------------------------- | ----------------- | -------------------- | --------- | --- |
| mars 1870                                | 21 septembre 1870 | Paulin Chaix         |           | |
| 21 septembre 1870                        | 14 mai 1871       | Étienne Clavel       |           | Le citoyen Étienne Clavel fait fonction de Maire |
| 14 mai 1871                              | 8 octobre 1876    | Étienne Clavel       |           | |
| 8 octobre 1876                           | 23 janvier 1881   | Henri Clavel         |           | |
| 23 janvier 1881                          | 20 mai 1888       | Jean Sibillat fils   |           | Jean Sibillat fils a été élu le 23 janvier 1881, puis réélu le 26 décembre 1886 et le 10 août 1887 |
| 20 mai 1888                              | 15 mai 1892       | André Mistral        |           | |
| 15 mai 1892                              | 17 mai 1908       | Frédéric Micoud      |           | Frédéric Micoud a été élu le 15 mai 1892, puis successivement réélu le 9 mai 1896, le 20 mai 1900 et le 17 mai 1904 |
| 17 mai 1908                              | 10 décembre 1919  | Léon Poncet          |           | Léon Poncet a été élu le 17 mai 1908 et réélu le 19 mai 1912 |
| 10 décembre 1919                         | 19 août 1926      | Adolphe Naud         |           | |
| 29 août 1926                             | 10 juillet 1932   | Frédéric Fiat        |           | Frédéric Fiat a été élu le 29 août 1926 et réélu le 19 mai 1929 |
| 10 juillet 1932                          | 19 mai 1935       | André Micoud         |           | |
| 19 mai 1935                              | 19 février 1950   | Joseph Biston        |           | |
| 19 février 1950                          | 8 mai 1953        | Alfred Angelin       |           | |
| 8 mai 1953                               | 19 mars 1959      | Jean Antoine Cancade |           | |
| 19 mars 1959                             | 21 mars 1965      | Frédéric Perret      |           | |
| 21 mars 1965                             | 12 avril 1970     | Cyrille Poujol       |           | |
| 12 avril 1970                            | 27 mars 1971      | Marcel Fiat          |           | |
| 27 mars 1971                             | 12 juin 1995      | Jourdan Strappazzon  | DVG       | Jourdan Strappazzon a été élu le 27 mars 1971 puis successivement réélu le 19 mars 1977, le 7 mars 1983 et le 24 mars 1989 |
| 12 juin 1995                             | En cours          | Gilles Strappazzon   | PS        | Retraité Conseiller général du Canton de Vizille (2008-2015) Conseiller départemental du Canton de l'Oisans-Romanche depuis 2015 Gilles Strappazzon a été élu le 12 juin 1995 puis successivement réélu le 17 mars 2001, le 15 mars 2008, le 28 mars 2014 et le 15 mars 2020. |
| Les données manquantes sont à compléter. |                   |                      |           | |

## Population et société

### Démographie
L'évolution du nombre d'habitants est connue à travers les recensements de la population effectués dans la commune depuis 1793. Pour les communes de moins de 10 000 habitants, une enquête de recensement portant sur toute la population est réalisée tous les cinq ans, les populations de référence des années intermédiaires étant quant à elles estimées par interpolation ou extrapolation. Pour la commune, le premier recensement exhaustif entrant dans le cadre du nouveau dispositif a été réalisé en 2006.

En 2022, la commune comptait 424 habitants, en évolution de −3,42 % par rapport à 2016 (Isère : +3,07 %, France hors Mayotte : +2,11 %).
| 1793 | 1800 | 1806 | 1821 | 1831 | 1836  | 1841 | 1846 | 1851 |
| ---- | ---- | ---- | ---- | ---- | ----- | ---- | ---- | ---- |
| 713  | 782  | 867  | 910  | 998  | 1 040 | 992  | 943  | 863  |

| 1856 | 1861 | 1866 | 1872 | 1876 | 1881 | 1886 | 1891 | 1896 |
| ---- | ---- | ---- | ---- | ---- | ---- | ---- | ---- | ---- |
| 766  | 751  | 728  | 726  | 703  | 702  | 693  | 661  | 596  |

| 1901 | 1906 | 1911 | 1921 | 1926 | 1931 | 1936 | 1946 | 1954 |
| ---- | ---- | ---- | ---- | ---- | ---- | ---- | ---- | ---- |
| 583  | 562  | 486  | 391  | 376  | 396  | 458  | 395  | 363  |

| 1962 | 1968 | 1975 | 1982 | 1990 | 1999 | 2006 | 2011 | 2016 |
| ---- | ---- | ---- | ---- | ---- | ---- | ---- | ---- | ---- |
| 355  | 361  | 358  | 525  | 635  | 530  | 449  | 479  | 439  |

| 2021 | 2022 | - | - | - | - | - | - | - |
| ---- | ---- | - | - | - | - | - | - | - |
| 426  | 424  | - | - | - | - | - | - | - |

### Enseignement
La commune est rattachée à l'académie de Grenoble.

### Médias
Historiquement, le quotidien à grand tirage régional Le Dauphiné libéré consacre de façon régulière dans son édition de Grenoble et du sud-Isère, un ou plusieurs articles à l'actualité de la commune, de l'agglomération, ainsi que des informations sur les éventuelles manifestations, les travaux routiers, et autres événements divers à caractère local.

### Cultes
L'église et la communauté catholique de Saint-Barthélemy-de-Séchilienne sont rattachées à la paroisse Saint-Paul de la Romanche, elle-même rattachée au diocèse de Grenoble-Vienne.

## Culture et patrimoine

### Lieux et monuments
- L'église Saint-Barthélemy de Saint-Barthélemy-de-Séchilienne du XVIe siècle[14].
- Au Champ-de-la-Cour, maison natale de Camille Gauthier[14].
- Ancienne mairie et écoles.
- La zone de l'ancien hameau de l'Île Falcon, jadis expropriée sous la menace des Ruines de Séchilienne, sera réhabilitée avec la création d'un Espace Naturel Sensible (ENS), inséré dans le projet hydroélectrique Romanche-Gavet en qualité de renaturation d'une zone artificialisée[24].

### Personnalités liées à la commune
- Gilles Strappazzon, conseiller général de l'Isère.
- Camille Gauthier, colonel de l'armée napoléonienne[14].

### Héraldique
|  | Saint-Barthélemy-de-Séchilienne possède des armoiries dont l'origine et le blasonnement exact ne sont pas disponibles. |